# Municipio de Gómez Palacio
El municipio de Gómez Palacio es uno de los 39 municipios en que se encuentra dividido el estado mexicano de Durango, ubicado en la Comarca Lagunera. Su cabecera es la ciudad de Gómez Palacio.

## Geografía
El municipio de Gómez Palacio se encuentra ubicado en la zona noreste del estado de Durango y forma parte de la denominada Comarca Lagunera, conurbación de los municipios de Gómez Palacio y Lerdo del estado de Durango, y de Torreón del estado de Coahuila, se encuentra entre las coordenadas geográficas son 25° 32' - 25° 54' de latitud norte y 103° 19' - 103° 42 de longitud oeste, tiene una extensión territorial de 990.2 kilómetros cuadrados; limita al norte con el municipio de Tlahualilo, al noroeste con el municipio de Mapimí y al suroeste y sur con el municipio de Lerdo, al este limita con el estado de Coahuila, en particular con el municipio de Torreón, el municipio de Matamoros y el municipio de Francisco I. Madero. El municipio de Gómez Palacio es parte integrante de la Zona metropolitana de La Laguna.

### Orografía e hidrografía
El territorio del municipio de Gómez Palacio es prácticamente plano por encontrarse en el extenso valle desértico que constituye a la Comarca Lagunera y por el cual fluye el río Nazas hacia su antigua desembocadura en la Laguna de Mayrán, la altitud del territorio fluye desde los 1,100 metros sobre el nivel del mar en toda la zona del valle hasta los 1,800 metros sobre el nivel del mar que se ubican en las únicas elevaciones del territorio que se encuentran en le extremo oeste del territorio junto al límite con el municipio de Mapimí y que precisamente denominado Sierra de Mapimí. Fisiográfica el 96.8% del territorio pertenece a la Provincia fisiográfica IV Grandes Llanuras de Norteamérica y a la Subprovincia fisiográfica 20 Del Bolsón de Mapimí y el 3.2% se encuentra en la Provincia fisiográfica V Sierra Madre Oriental y a la Subprovincia fisiográfica 23 Sierras Transversales.
El principal río del municipio es el río Nazas que fluye por su límite sureste marcando la frontera con el estado de Coahuila, sin embargo el río se encuentra seco la mayor parte del tiempo debido a que sus aguas son captadas por las presas Lázaro Cárdenas y Francisco Zarco y utilizadas para la irrigación en toda la zona. El río proviene del municipio de Lerdo y continua hacia el oeste internándose en el estado de Coahuila; existen además otras dos pequeñas corrientes de agua intermitentes, el Arroyo La Vega en el noreste del territorio y el Arroyo El Salto que desciende de la Sierra de Mapimí hacia el valle. Todo el territorio de Gómez Palacio forma parte de la Cuenca río Nazas-Torreón y a la Región hidrológica Nazas-Aguanaval.

### Clima y ecosistemas
El clima de todo el territorio municipal de Gómez Palacio es considerado como Muy seco semicálido, la temperatura media anual que se registra en la mayor zona del municipio es de 20 a 24 °C, con excepción de un pequeño sector en el oeste, en las elevaciones de la Sierra de Mapimí en que es de 18 a 20 °C; la precipitación total anual de la zona incrementa en sentido este-oeste, siendo más seca la zona oriental donde la precipitación es la menor del estado de Durango, inferior a 200 mm, le sigue una zona media en que la precipitación es de 200 a 300 mm y finalmente en el extremo oeste en la misma zona elevada mencionada con anterioridad es de 300 a 400 mm.
La vegetación nativa de toda la zona es el matorral, sin embargo, debido a los procesos de irrigación desarrollados a partir de las aguas del río Nazas, la mayor parte del territorio de Gómez Palacio se encuentra dedicado a la agricultura de riego. Entre las principales especies animales en el territorio se encuentran el coyote, la liebre y el conejo.
| Mapas geográficos de Gómez Palacio |        |
|                                    |        |
| Relieve e hidrología               | Climas |

### Geología
Las rocas calizas sedimentarias químicas que conforman la sierra del Sarnoso, se originaron a partir de la petrifricación de sedimentos depositados en un medio marino en la era mesozoica, posteriormente sufrieron cambios que la modelaron tal y como hoy observamos, las rocas calizas se incrustaron, por un cuerpo que les heredó el mineral, que han actuado constantemente sobre los sistemas montañosos, que han formado depresiones y planicies.

### Flora y fauna
La flora gomezpalatina es muy variada donde hay el matorral, la lechuguilla, candelillas, sotol, mezquite, la gobernadora y nopales.
En la fauna destacan el coyote, liebre, el conejo, serpiente, perros de la pradera, gatos monteses etc.

### Clima
Su clima es variado, en verano puede llegar hasta 45 °C y en invierno puede bajar de 0 °C; la última nevada fue el 8 de diciembre de 2017, donde la nieve alcanzó los 5 cm, pero antes el 12 de diciembre de 1997 se registraron 15 cm de nieve. La temperatura más alta registrada es de 48.8 °C el 31 de mayo de 2018 y la más baja de -9 °C.
| Parámetros climáticos promedio de Gómez Palacio | Parámetros climáticos promedio de Gómez Palacio | Parámetros climáticos promedio de Gómez Palacio | Parámetros climáticos promedio de Gómez Palacio | Parámetros climáticos promedio de Gómez Palacio | Parámetros climáticos promedio de Gómez Palacio | Parámetros climáticos promedio de Gómez Palacio | Parámetros climáticos promedio de Gómez Palacio | Parámetros climáticos promedio de Gómez Palacio | Parámetros climáticos promedio de Gómez Palacio | Parámetros climáticos promedio de Gómez Palacio | Parámetros climáticos promedio de Gómez Palacio | Parámetros climáticos promedio de Gómez Palacio | Parámetros climáticos promedio de Gómez Palacio |
| Mes                                             | Ene.                                            | Feb.                                            | Mar.                                            | Abr.                                            | May.                                            | Jun.                                            | Jul.                                            | Ago.                                            | Sep.                                            | Oct.                                            | Nov.                                            | Dic.                                            | Anual                                           |
| ----------------------------------------------- | ----------------------------------------------- | ----------------------------------------------- | ----------------------------------------------- | ----------------------------------------------- | ----------------------------------------------- | ----------------------------------------------- | ----------------------------------------------- | ----------------------------------------------- | ----------------------------------------------- | ----------------------------------------------- | ----------------------------------------------- | ----------------------------------------------- | ----------------------------------------------- |
| Temp. máx. media (°C)                           | 22                                              | 24                                              | 29                                              | 32                                              | 35                                              | 35                                              | 34                                              | 28                                              | 29                                              | 27                                              | 24                                              | 22                                              | 28                                              |
| Temp. mín. media (°C)                           | 7                                               | 10                                              | 13                                              | 16                                              | 18                                              | 22                                              | 22                                              | 19                                              | 17                                              | 14                                              | 10                                              | 6                                               | 14                                              |
| Precipitación total (mm)                        | 13                                              | 5                                               | 2                                               | 4                                               | 14                                              | 61                                              | 112                                             | 127                                             | 72                                              | 27                                              | 14                                              | 11                                              | 462                                             |
| Fuente: 13 de febrero de 2008                   |                                                 |                                                 |                                                 |                                                 |                                                 |                                                 |                                                 |                                                 |                                                 |                                                 |                                                 |                                                 |                                                 |

## Demografía
De acuerdo a los resultados del Conteo de Población y Vivienda realizado en 2020 por el Instituto Nacional de Estadística y Geografía, la población total del municipio de Gómez Palacio es de 372,750 personas, de cuales 184,537 son hombres y 188,213 son mujeres, siendo por tanto el porcentaje de población femenina mayor con un 50.49% del total.
La tasa de crecimiento poblacional anual de 2000 a 2005 ha sido del 1.9%, el 32.0% de los pobladores son menores de 15 años de edad, mientras que entre 64 y 15 años se encuentra el 61.9%, el 82.0% de los pobladores residen en localidades que superan los 2,500 habitantes y el 0.2% de los habitantes mayores de cinco años de edad son hablantes de alguna lengua indígena.

### Localidades

Principales localidades

En el censo de 2020 el municipio de Gómez Palacio contaba con 321 localidades.
| Código INEGI      | Localidad             | Población (2020) |
| ----------------- | --------------------- | ---------------- |
| 100070001         | Gómez Palacio         | 301 742          |
| 100070135         | San Felipe            | 3 460            |
| 100070120         | La Popular            | 3 440            |
| 100070115         | Pastor Rouaix         | 2 713            |
| 100070064         | Esmeralda             | 2 319            |
| 100070160         | El Vergel             | 2 129            |
| 100070159         | Venecia               | 1 918            |
| 100070139         | San José de Viñedo    | 1 778            |
| 100070032         | Arcinas               | 1 652            |
| 100070079         | Huitrón               | 1 642            |
| 100070069         | La Flor               | 1 591            |
| 100070077         | Villa Gregorio García | 1 562            |
| 100070147         | Santa Cruz Luján      | 1 562            |
| 100070086         | Jiménez               | 1 430            |
| 100070154         | Transporte            | 1 309            |
| 100070048         | El Compás             | 1 299            |
| 100070123         | Puente de la Torreña  | 1 185            |
| 100070066         | Eureka de Media Luna  | 1 108            |
| 100070183         | La Luz                | 1 064            |
| 100070161         | El Vergelito          | 1 050            |
| 100070141         | San Ramón             | 1 025            |
| Otras localidades | Otras localidades     | 35 772           |
| Total municipal   | Total municipal       | 372 750          |

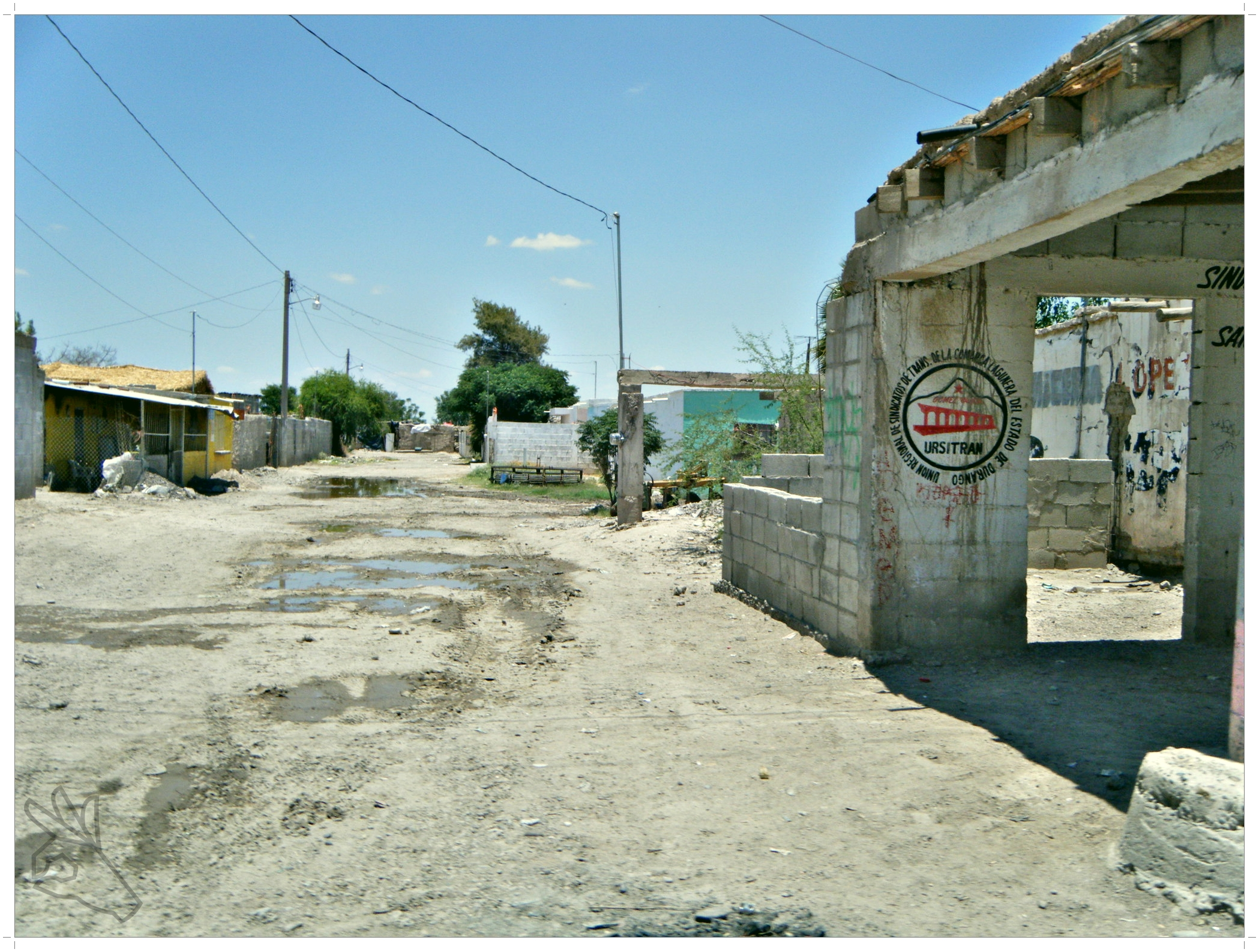
Ejido Estación Villedo

Gómez Palacio se encuentra integrado por un total de 344 localidades, las principales y su población de 2020 son las siguientes:

## Política
El municipio de Gómez Palacio fue creado en 1905 al ser segregado del territorio municipal de Lerdo. El gobierno del municipio está encabezado por el Ayuntamiento, que está integrado por el presidente municipal, el Síndico municipal y un cabildo formado por quince regidores, todos son electos mediante una planilla única para un periodo de tres años no renovables para el periodo inmediato, pero sí de manera no continúa, las elecciones se celebran el primer domingo del mes de julio y el ayuntamiento entra a ejercer su cargo el día 1 de septiembre del año de la elección.

### Subdivisión administrativa
La subdivisión del municipio se da en dos niveles, existiendo las Juntas Municipales y las Jefaturas de cuartel, ambas autoridades son electas mediante Asambleas Comunitarias para el mismo periodo de tres años que el Ayuntamiento. Existe una junta municipal en la población de Villa Gregorio García; las jefaturas de cuartel son 102 y están ubicadas en igual número de comunidades más pequeñas, principalmente ejidos, entre las que se encuentran Pastor Rouaix, El Vergel y La Popular.

### Representación legislativa
Para la elección de los Diputados locales al Congreso de Durango y de los Diputados federales a la Cámara de Diputados de México, Gómez Palacio se encuentra integrado en los siguientes distritos electorales:
Local:
- XI Distrito Electoral Local de Durango con cabecera en Gómez Palacio.[20]

Federal:
- II Distrito Electoral Federal de Durango con cabecera en la ciudad de Gómez Palacio.[21]

### Cronología de presidentes municipales de la ciudad
| Presidentes Municipales de Gómez Palacio | Presidentes Municipales de Gómez Palacio | Presidentes Municipales de Gómez Palacio |
| Años                                     | Años                                     | Presidente                               |
| ---------------------------------------- | ---------------------------------------- | ---------------------------------------- |
| 1911                                     | 1911                                     | Juan Pablo Estrada                       |
| 1914                                     | 1914                                     | Ventura Olvera                           |
| 1915                                     | 1915                                     | Rodolfo González                         |
| 1916                                     | 1916                                     | Herminio Gutiérrez                       |
| 1917                                     | 1917                                     | Arturo Echávarri                         |
| 1918                                     | 1918                                     | Gerardo Torres                           |
| 1919                                     | 1919                                     | Benito Rubio                             |
| 1920                                     | 1920                                     | Pablo Valenzuela                         |
| 1920                                     | 1920                                     | Florencio Ramírez                        |
| 1921                                     | 1921                                     | Elías Adame                              |
| 1922                                     | 1922                                     | Benito Rubio                             |
| 1923                                     | 1923                                     | Julián Moreno                            |
| 1924                                     | 1924                                     | Francisco Romero                         |
| 1925                                     | 1925                                     | Casimiro Domínguez                       |
| 1926                                     | 1926                                     | Porfirio Nájera Álvarez                  |
| 1927                                     | 1927                                     | Román Gutiérrez                          |
| 1927                                     | 1927                                     | Alberto Tamayo                           |
| 1928                                     | 1929                                     | Francisco Esquivel                       |
| 1929                                     | 1930                                     | Lisandro Ávila                           |
| 1931                                     | 1932                                     | Lic. Fernando Arenas                     |
| 1932                                     | 1933                                     | Agustín Puente                           |
| 1933                                     | 1934                                     | Dr. Francisco Hernández Barrena          |
| 1934                                     | 1935                                     | Jesús del Valle                          |
| 1935                                     | 1936                                     | Enrique Unzueta                          |
| 1936                                     | 1937                                     | José María Meneses                       |
| 1937                                     | 1938                                     | Pablo Reyes Serna                        |
| 1938                                     | 1939                                     | Ricardo Sáunders Sánchez                 |
| 1939                                     | 1940                                     | José Malo Juvera                         |
| 1940                                     | 1941                                     | Pedro García                             |
| 1941                                     | 1942                                     | Pompeyo Velásquez                        |
| 1942                                     | 1943                                     | José Mauro Aguado                        |
| 1943                                     | 1944                                     | Miguel Carrillo                          |
| 1944                                     | 1945                                     | Carlos Silva                             |
| 1945                                     | 1946                                     | J. Guadalupe Bernal                      |
| 1946                                     | 1947                                     | Alberto Ayala                            |
| 1947                                     | 1948                                     | Fernando Vélver                          |
| 1948                                     | 1949                                     | Alonso Valdés                            |
| 1949                                     | 1950                                     | Arturo Jáquez                            |
| 1950                                     | 1953                                     | Roberto Fernández Vitela                 |
| 1953                                     | 1956                                     | Genaro R. Mijares                        |
| 1956                                     | 1959                                     | Francisco Galindo Chávez                 |
| 1959                                     | 1962                                     | Jesús María Pámanes Guerrero             |
| 1962                                     | 1965                                     | Ramón González Martínez                  |
| 1965                                     | 1968                                     | José Rebollo Acosta                      |
| 1968                                     | 1971                                     | Gustavo Elizondo Villarreal              |
| 1971                                     | 1974                                     | Jesús Ibarra Rayas                       |
| 1974                                     | 1977                                     | Carlos Antonio Herrera Araluce           |
| 1977                                     | 1980                                     | Régulo Esquivel Gámez                    |
| 1980                                     | 1983                                     | José Miguel Castro Carrillo              |
| 1983                                     | 1986                                     | Manuel Gamboa Cano                       |
| 1986                                     | 1989                                     | José del Rivero Ibarra                   |
| 1989                                     | 1992                                     | José Rebollo Acosta                      |
| 1992                                     | 1995                                     | Ernesto Boehringer Lugo                  |
| 1995                                     | 1998                                     | Rafael Villegas Attolini                 |
| 1998                                     | 2001                                     | Carlos Antonio Herrera Araluce           |
| 2001                                     | 2004                                     | Juana Leticia Herrera Ale                |
| 2004                                     | 2007                                     | Octaviano Rendón Arce                    |
| 2007                                     | 2009                                     | Ricardo Rebollo Mendoza                  |
| 2009                                     | 2010                                     | Mario Alberto Calderón Cigarroa          |
| 2010                                     | 2013                                     | Rocío Rebollo Mendoza                    |
| 2013                                     | 2016                                     | José Miguel Campillo Carrete             |
| 2016                                     | 2019                                     | Juana Leticia Herrera Ale                |
| 2019                                     | 2021                                     | Alma Marina Vitela Rodríguez             |
| 2021                                     | 2021                                     | Anabelle Gutiérrez Ibarra                |
| 2022                                     | -                                        | Juana Leticia Herrera Ale                |